# Реалия
Реа́лии  — лексемы, обозначающие предметы или явления материальной культуры, этнонациональные особенности, обычаи, обряды, а также исторические факты или процессы и обычно не имеющие лексических эквивалентов в других языках.

## Классификация реалий
Реалии делятся на пять основных групп:
1. Абсолютные (полные) реалии — слова, встречающиеся только в одной культуре, в одном языке. Это имена собственные (особенно географические названия, названия фирм, праздников, национальных блюд, обычаев, предметов одежды, сказочных и мифологических персонажей, напитков и т. д.)
2. Частичные реалии — безэквивалентная лексика, ложные друзья переводчика. Совпадают лишь частично по значению. Это слова с культурным подтекстом, несущие в себе фоновую информацию.
3. Структурные реалии (структурные экзотизмы)
4. Реалии, не имеющие языкового эквивалента, но имеющие понятийный эквивалент.
5. Слова с коннотациями, имеющие эквиваленты.

Реалии, вошедшие в русский язык из других языков, обычно обозначают:
1. имена собственные;
2. монеты;
3. должности и обозначения лиц;
4. детали костюма и украшения;
5. кушанья и напитки;
6. обращения и титулы при именах.

Как любая классификация единиц, не поддающихся слишком четкой «регламентации», и данное деление реалий (по А. Е. Супруну) на основе нескольких показателей в значительной мере условно и схематично, не претендует ни на абсолютную полноту, ни, тем более, на окончательную закреплённость отдельных единиц за соответствующими рубриками. Существуют и другие классификации реалий (С. И. Влахов и В. С. Флорин).

## Приёмы передачи реалий
1. Описательный перевод. То есть реалия, не имеющая аналога в языке, на который её пытаются перевести, заменяется её описанием, либо кратким и сразу в тексте, либо переводчик может привести целую статью из словаря, но в сноске.
2. Транскрипция, транслитерация. Слово остается без изменений, его лишь транскрибируют/транслитерируют. Распространённый приём при переводе имен собственных, географических названий, названий праздников и обычаев.
3. Калькирование. Это пословный или поморфемный перевод, то есть переводимое слово/фразу делят на части и уже с ними работают отдельно. Причём одну часть могут перевести методом описания, другую транслитерировать, также, разумеется, могут быть и другие комбинации.
4. Новообразование. Этот приём часто используется, например, при переводе названий фильмов, книг и т. п.
5. Аналоговый (приближенный) перевод. Для передачи реалии используется слово, лишь частично совпадающее с ней по значению, но в достаточной мере, чтобы передать представление о понятии, которое эта реалия обозначает.
6. Синонимический/дублетный перевод — выбор синонима/дублета, если в языке есть несколько равноправных исторически сформировавшихся синонимов.